# Rafael (ur. 1978)
Rafael Pires Vieira (ur. 1 sierpnia 1978 w Criciúmie) – brazylijski piłkarz występujący na pozycji napastnika.  

## Kariera
Rafael karierę rozpoczynał w sezonie 1997 w fińskim zespole HJK. W tamtym sezonie zdobył z nim mistrzostwo Finlandii, a z 11 bramkami na koncie został także królem strzelców pierwszej ligi fińskiej. W 1998 roku odszedł do FC Jazz, jednak po dwóch sezonach wrócił do HJK. W sezonie 1999 wywalczył z nim wicemistrzostwo Finlandii.
W 2000 roku Rafael przeszedł do holenderskiego Sc Heerenveen. W Eredivisie zadebiutował 14 października 2000 w zremisowanym 1:1 meczu z RKC Waalwijk. W barwach Heerenveen do końca sezonu 2001/2002 rozegrał 6 ligowych spotkań.
W 2002 roku przeniósł się do tureckiego Denizlisporu, gdzie w sezonie 2002/2003 zagrał w jednym meczu Süper Lig. Następnie wrócił do Finlandii, gdzie grał trzecioligowym FJK, a w 2005 roku został graczem pierwszoligowego FC Lahti. W sezonie 2007 z 14 bramkami ponownie został najlepszym strzelcem ligi. Wraz z klubem zwyciężył też w rozgrywkach Pucharu Ligi Fińskiej. W sezonie 2010 spadł z Lahti do drugiej ligi, ale w kolejnym awansował z nim z powrotem do pierwszej. W sezonach 2013 oraz 2016 z kolei ponownie triumfował w Pucharze Ligi Fińskiej.